# You're Under Arrest
You're Under Arrest är ett musikalbum från 1985 av Miles Davis där poptoner blandas med politiska ställningstagande mot rasism, miljöförstöring och krig.
På två av spåren tolkar Davis samtida poplåtar: Cyndi Laupers Time after Time och Michael Jacksons Human Nature.

## Låtlista
1. One Phone Call / Street Scenes (Miles Davis) – 4:36
2. Human Nature (John Bettis/Steven Porcaro) – 4:31
3. Intro: MD 1 / Something's on Your Mind / MD 2 (Miles Davis/Hubert Eaves III/James "D-Train" Williams) – 7:18
4. Ms. Morrisine (Miles Davis/Morrisine Tynes Irving/Robert Irving III) – 4:57
5. Katia Prelude (Miles Davis/Robert Irving III) – 0:43
6. Katia (Miles Davis/Robert Irving III) – 7:39
7. Time after Time (Cyndi Lauper/Rob Hyman) – 3:39
8. You're under Arrest (John Scofield) – 6:13
9. Jean Pierre / You're under Arrest / Then There Were None (Miles Davis/Robert Irving III/John Scofield) – 3:27

## Medverkande
- Miles Davis – trumpet, polisröster, Davis-röster (spår 1), synthesizer  (spår 5,6)
- John McLaughlin – gitarr (spår 4–6)
- John Scofield – gitarr (spår 1–3,7–9)
- Bob Berg – sopransax (spår 1), tenorsax (spår 8, 9)
- Al Foster – trummor(spår 1,7–9)
- Vince Wilburn – trummor (spår 2–6)
- Robert Irving III – synthesizer, celesta, orgel, klavinet
- Darryl Jones – bas
- Steve Thorton – slagverk, spansk röst (spår 1)
- Sting (under sitt riktiga namn Gordon Sumner) – fransk polisröst (spår 1)
- Marek Olko – polsk röst (spår 1)
- James Prindiville – handklappning (spår 1)

## Listplaceringar
| Lista (1985) | Topplacering |
| ------------ | ------------ |
| Sverige      | 26           |